# 1881 год в истории железнодорожного транспорта
1881 год в истории железнодорожного транспорта

## События
- 4 июля открыта Дарджилингская Гималайская железная дорога, узкоколейная горная железная дорога, связавшая индийские города Силигури и Дарджилинг. В 1999 году ЮНЕСКО придало ей статус памятника мирового культурного наследия.
- Начато строительство дороги Canadian Pacific Railway.
- В Никарагуа построена первая железнодорожная линия Коринто — Чинандега.[1]
- Русские и французские военные инженеры независимо друг от друга построили железнодорожное полотно в полевых условиях (см. Военно-полевые железные дороги).

## Персоны

### Родились
- 27 ноября — Альфонс Ильич Липец — российский инженер-механик, специалист в областях паровозостроения и паровозного хозяйства.